# Gaafaru-Atoll
Das Gaafaru-Atoll (auch: Gahaafaru-Atoll, Dhivehi ގާފަރު) ist ein kleines geographisches Atoll der Malediven. Die Hauptinsel heißt ebenfalls Gaafaru.

## Beschreibung
Das Atoll gehört zur östlichen Kette der Malediven und wird zur zentralen Atollgruppe Medhuraajjé gezählt. Es liegt 2 Kilometer nördlich des Nord-Malé-Atolls und 20 km südlich der isolierten Insel Kaashidhoo. Zwischen Nord-Malé-Atoll und Gaafaru verläuft der mit rund 2 km Breite eher schmale, aber tiefe Gaafaru-Kanal (Gaafaru Kandu).
Der Name Gaafaru bedeutet auf Deutsch ‚Nördliches Riff‘. Den Großteil des Atolls macht das ellipsenförmige, für Schiffe gefährliche Korallenriff aus, nur im Südosten befinden sich zwei Inseln. Das Atoll erstreckt sich in West-Ost-Richtung 14 km, in Nord-Süd-Richtung 7 km. Das Riff besteht aus drei voneinander getrennten Korallensegmenten, durch zwei Öffnungen im Norden des Riffs und einen sehr schmalen künstlich angelegten Kanal im Süden können Boote in die tiefe zentrale Lagune einfahren.
Administrativ gehört das Gaafaru-Atoll zusammen mit Nord- und Süd-Malé-Atoll sowie Kaashidhoo zum Verwaltungsbezirk Kaafu.

## Inseln des Gaafaru-Atolls
Das Atoll besteht nur aus den beiden Inseln Gaafaru und Velifaru und zählt damit zu den kleinsten Atollen des Landes. Im Gaafaru-Atoll gibt es keine Touristeninseln.

### Gaafaru
Die Insel Gaafaru ist die bewohnte Hauptinsel des gleichnamigen Atolls und besitzt 1.066 Einwohner (Stand: Zensus 2014). Die 10 Hektar (525 m × 300 m) große Insel liegt 63,5 km von der Hauptstadt Malé entfernt.
Als sogenanntes local island darf Gaafaru im Normalfall von Touristen nur im Rahmen organisierter Touren besucht werden.

### Velifaru
Velifaru ist im Gegensatz zum etwas mehr als einen Kilometer entfernten Gaafaru unbewohnt und nur etwa einen halben Hektar groß. Da sich auf der Insel kaum Vegetation befindet handelt es sich praktisch um eine Sandbank. Direkt östlich Velifarus verläuft der künstlich angelegte Kanal durch das Riff, durch den Boote die Lagune und den Hafen der Nachbarinsel Gaafaru erreichen können.